# Geneva Open Challenger
Il Geneva Open Challenger, noto anche come IPP Trophy per ragioni di sponsorizzazione, è stato un torneo professionistico di tennis che faceva parte dell'ATP Challenger Tour.  Si è giocato annualmente dal 1988 al 2014 a Ginevra in Svizzera. Le prime 23 edizioni si sono disputate sui campi all'aperto in terra rossa del Drizia-Miremont Tennis Club, le ultime 4 dal 2011 al 2014 si sono invece svolte indoor sui campi in cemento del Centre Sportif de la Queue d'Arve.
Il torneo Challenger fu dismesso nel 2015 per ripristinare il torneo ATP Geneva Open, inserito quell'anno nel calendario del circuito maggiore al posto del torneo ATP di Düsseldorf. Come sede fu scelto di tornare all'esclusivo impianto del TC Genève che aveva già ospitato il torneo del circuito maggiore tra il 1980 e il 1991.

## Albo d'oro

### Singolare
| Anno | Campione               | Finalista              | Punteggio        |
| ---- | ---------------------- | ---------------------- | ---------------- |
| 2014 | Márcos Baghdatís       | Michał Przysiężny      | 6–1, 4–6, 6–3    |
| 2013 | Malek Jaziri           | Jan-Lennard Struff     | 6–4, 6–3         |
| 2012 | Marc Gicquel           | Matthias Bachinger     | 3–6, 6–3, 6–4    |
| 2011 | Malek Jaziri           | Miša Zverev            | 4–6, 6–3, 6–3    |
| 2010 | Grigor Dimitrov        | Pablo Andújar          | 6–2, 4–6, 6–4    |
| 2009 | Dominik Meffert        | Benjamin Balleret      | 6–3, 6–1         |
| 2008 | Kristof Vliegen        | Jurij Ščukin           | 6–2, 6–1         |
| 2007 | Jurij Ščukin           | Jesse Huta Galung      | 6–3, 6–2         |
| 2006 | Jérôme Haehnel         | Chris Guccione         | 7–6(4), 4–6, 6–3 |
| 2005 | Werner Eschauer        | Damián Patriarca       | 6–3, 6–1         |
| 2004 | Stan Wawrinka          | Christophe Rochus      | 4–6, 6–4, ritiro |
| 2003 | Stan Wawrinka          | Emilio Benfele Álvarez | 6–1, 7–5         |
| 2002 | Kristof Vliegen        | Galo Blanco            | 6–2, 6–2         |
| 2001 | Dennis van Scheppingen | Željko Krajan          | 6–3, 6–2         |
| 2000 | Nicolas Thomann        | Álex Calatrava         | 6–4, 6(2)–7, 6–1 |
| 1999 | Michel Kratochvil      | Orlin Stanojčev        | 6–0, 6–1         |
| 1998 | Joan Albert Viloca     | Younes El Aynaoui      | 6–3, 6–4         |
| 1997 | Andrea Gaudenzi        | Alberto Martín         | 6–2, 6–1         |
| 1996 | Marcelo Charpentier    | Oliver Gross           | 6–2, 3–1 ritiro  |
| 1995 | Younes El Aynaoui      | Karim Alami            | 6–1, 6–4         |
| 1994 | José Francisco Altur   | Martín Rodríguez       | 7–6, 6–4         |
| 1993 | Gabriel Markus         | Karol Kučera           | 3–6, 6–2, 7–5    |
| 1992 | Sergio Cortés          | Filip Dewulf           | 6–7, 6–2, 6–4    |
| 1991 | Marcos Górriz          | Dinu Pescariu          | 6–3, 6–2         |
| 1990 | Roberto Argüello       | Daniel Orsanic         | 6–3, 6–0         |
| 1989 | Gilad Bloom            | Arnaud Boetsch         | 6–4, 6–1         |
| 1988 | Gustavo Giussani       | Simone Colombo         | 6–4, 2–6, 6–3    |

### Doppio
| Anno | Campioni                                | Finalisti                                 | Punteggio              |
| ---- | --------------------------------------- | ----------------------------------------- | ---------------------- |
| 2014 | Johan Brunström Nicholas Monroe         | Oliver Marach Philipp Oswald              | 5–7, 7–5, [10–6]       |
| 2013 | Oliver Marach Florin Mergea             | František Čermák Philipp Oswald           | 6–4, 6–3               |
| 2012 | Johan Brunström Raven Klaasen           | Philipp Marx Florin Mergea                | 7–6(2), 6(5)–7, [10–5] |
| 2011 | Igor' Andreev Evgenij Donskoj           | James Cerretani Adil Shamasdin            | 7–6(1), 7–6(2)         |
| 2010 | Gero Kretschmer Alex Satschko           | Philipp Oswald Martin Slanar              | 6–3, 4–6, [11–9]       |
| 2009 | Diego Alvarez Juan Martín Aranguren     | Henri Laaksonen Philipp Oswald            | 6–4, 4–6, [10–2]       |
| 2008 | Daniel Köllerer Frank Moser             | Rameez Junaid Philipp Marx                | 7–6(5), 3–6, [10–8]    |
| 2007 | Sebastián Decoud Jurij Ščukin           | James Cerretani Olivier Charroin          | 6–3, 6(4)–7, [10–4]    |
| 2006 | Michal Navrátil Jurij Ščukin            | Konstantinos Economidis Lovro Zovko       | 1–6, 6–2, [10–6]       |
| 2005 | Rubén Ramírez Hidalgo Santiago Ventura  | Stéphane Bohli Roman Valent               | 6–3, 7–5               |
| 2004 | Tomáš Cibulec David Škoch               | Werner Eschauer Herbert Wiltschnig        | 6–2, 6–4               |
| 2003 | Álex López Morón Andrés Schneiter       | Emilio Benfele Álvarez Philipp Petzschner | 6–4, 5–7, 7–6(7)       |
| 2002 | Victor Hănescu Leonardo Olguín          | Andrés Schneiter Orlin Stanojčev          | 1–6, 6–4, 6–4          |
| 2001 | Diego del Río Orlin Stanojčev           | Feliciano López Francisco Roig            | 2–6, 7–6(0), 7–6(3)    |
| 2000 | Diego del Río Edgardo Massa             | Yves Allegro Julien Cuaz                  | 7–5, 7–6(6)            |
| 1999 | Emilio Benfele Álvarez Álex López Morón | Paul Hanley Nathan Healey                 | 7–5, 6–3               |
| 1998 | Rikard Bergh Jens Knippschild           | Michal Tabara Radomír Vašek               | 6–2, 3–6, 6–4          |
| 1997 | Diego del Río Mariano Puerta            | Guillaume Marx Olivier Morel              | 6–3, 6–4               |
| 1996 | Patrick Baur Jens Knippschild           | George Bastl Michel Kratochvil            | 6–1, 6–1               |
| 1995 | Clinton Ferreira Gábor Köves            | Stephane Manai Patrick Mohr               | 6–4, 6–2               |
| 1994 | Luis Lobo Daniel Orsanic                | Brett Dickinson Glenn Wilson              | 1–6, 7–6, 6–4          |
| 1993 | Jan Apell Nicklas Utgren                | Claudio Mezzadri Christian Miniussi       | 6–4, 6–2               |
| 1992 | Filip Dewulf Tom Vanhoudt               | Alfonso González-Mora Marcelo Rebolledo   | 6–3, 6–2               |
| 1991 | Vladimir Gabričidze Martin Střelba      | Roberto Argüello Christian Miniussi       | 1–6, 6–3, 6–4          |
| 1990 | Henrik Holm Nils Holm                   | Branislav Stankovič Richard Vogel         | 3–6, 7–5, 7–6          |
| 1989 | Peter Ballauff Ugo Pigato               | Arnaud Boetsch Sláva Doseděl              | 6–4, 6–3               |
| 1988 | Nevio Devide Stefano Mezzadri           | Mihnea-Ion Nastase Srinivasan Vasudevan   | 7–6, 4–6, 6–4          |